# سياسة التأشيرات في الغابون
يجب على معظم زوار الغابون الحصول على تأشيرة مسبقًا، إما من إحدى البعثات الدبلوماسية الغابونية أو عبر الإنترنت، ما لم يكونوا من مواطني إحدى الدول المعفاة من التأشيرة.

## خريطة سياسة التأشيرات

الغابون
لا تتطلب تأشيرة (90 يومًا)
لا تتطلب تأشيرة (30 يومًا)
تأشيرة إلكترونية

## الإعفاء من التأشيرة
وفقًا لوزارة الشئون الخارجية في الغابون، فإن مواطني الدول التالية لا يحتاجون إلى تأشيرة لدخول الغابون للزيارات التي تصل مدتها إلى المدد المدرجة أدناه:
| - الكاميرون - جمهورية أفريقيا الوسطى - جمهورية الكونغو - تشاد | - غينيا الاستوائية - المغرب - بنما# - ساو تومي وبرينسيب |  |

| - موريشيوس - ماليزيا# | - سنغافورة# - جنوب أفريقياE |

# - غير مدرج من قبل Timatic كدولة معفاة من التأشيرة.

E - مدة الإقامة قابلة للتمديد حتى 90 يومًا.
| تواريخ تغييرات التأشيرات |
| --- |
| بدون تأشيرة - 7 فبراير 2013: موريشيوس - 5 سبتمبر 2013: المغرب - 19 أكتوبر 2017: دول المجموعة الاقتصادية لدول وسط إفريقيا - الكاميرون، جمهورية أفريقيا الوسطى، الكونغو، تشاد وغينيا الاستوائية - 20 فبراير 2023: دول مجموعة العشرين - في أو قبل 27 مارس 2023: ماليزيا، بنما، ساو تومي وبرينسيب، سنغافورة، جنوب أفريقيا تأشيرة عند الوصول - 12 أكتوبر 2017: أستراليا، النمسا، الأرجنتين، بلجيكا، البرازيل، بلغاريا، كندا، الصين، كرواتيا، قبرص، جمهورية التشيك، الدنمارك، إستونيا، فنلندا، فرنسا، ألمانيا، اليونان، المجر، الهند، إندونيسيا، أيرلندا، إيطاليا، اليابان، لاتفيا، ليتوانيا، لوكسمبورغ، مالطا، المكسيك، هولندا، بولندا، البرتغال، رومانيا، روسيا، السعودية، سلوفاكيا، سلوفينيا، كوريا الجنوبية، إسبانيا، السويد، تركيا، المملكة المتحدة والولايات المتحدة - 19 أكتوبر 2017: البحرين، الكويت، قطر، عمان والإمارات العربية المتحدة تأشيرة إلكترونية - 15 يونيو 2015: جميع الدول ملغاة - 04 أكتوبر 2023: دول مجموعة العشرين اتفاقية تسهيل التأشيرات - 21 أغسطس 2001: الولايات المتحدة (صلاحية تأشيرة 5 سنوات) |

### جوازات السفر غير العادية
يمكن لحاملي جوازات السفر الدبلوماسية أو الرسمية أو الخدمية أو الخاصة من الدول التالية دخول الغابون دون تأشيرة:
| - أنغولاD S - بنينD O S - البرازيلD O S - بوركينا فاسوD O S - الصينD S 1 - ساحل العاجD O S - كوباD O S - جيبوتيD S | - مصرD O S - إثيوبياD S - فرنساD S - ألمانياD - غينياD O S - إيرانD S 1 - ماليD O S - روسياD S | - سانت كيتس ونيفيسD O S 1 - السنغالD O S - صربياD S - كوريا الجنوبيةD S - تونسD O S Sp - تركياD O S Sp - الإمارات العربية المتحدةD O S Sp |

D - جوازات السفر الدبلوماسية

O - جوازات السفر الرسمية

S - جوازات السفر الخدمية

Sp - جوازات السفر الخاصة

1 - 30 يومًا
| تواريخ تغييرات التأشيرات |
| --- |
| غير معروف: أنغولا، إيران، النيجر، سانت كيتس ونيفيس، صربيا، سنغافورة، الإمارات العربية المتحدة - 28 يوليو 2004: البرازيل - 10 يونيو 2006: مصر - 5 يوليو 2007: فرنسا - 29 فبراير 2008: غينيا - 18 مارس 2008: مالي - 16 يوليو 2009: كوبا - 5 أبريل 2010: بنين - 17 أغسطس 2010: إثيوبيا - 5 أبريل 2011: روسيا - 19 مايو 2011: رواندا - 7 نوفمبر 2012: بوركينا فاسو - 28 يناير 2013: جيبوتي - 7 يونيو 2013: كوريا الجنوبية - 26 يونيو 2013: ألمانيا - 25 أكتوبر 2014: السنغال - 27 نوفمبر 2014: ساحل العاج - 1 ديسمبر 2014: تونس - 13 مايو 2015: تركيا - 16 فبراير 2016: الصين |

- تم توقيع اتفاقية إعفاء من التأشيرات لحاملي جوازات السفر الدبلوماسية والرسمية مع توغو في 25 سبتمبر 2018، لكنها لم تدخل حيز التنفيذ بعد.[11][12]

## التأشيرة الإلكترونية
أعلنت الغابون عن إدخال نظام التأشيرة الإلكترونية للزوار في يناير 2015.
تم إدخال التأشيرة الإلكترونية في 15 يونيو 2015.
يمكن استخدام نظام التأشيرة الإلكترونية من قبل مواطني أي دولة تتطلب تأشيرة لدخول الغابون. تُصدر التأشيرة الإلكترونية خلال 72 ساعة بعد تقديم الطلب وهي صالحة فقط لأولئك القادمين عبر مطار ليون مبا الدولي في ليبرفيل.

## العبور بدون تأشيرة
العبور مسموح بدون تأشيرة للمسافرين المتجهين إلى دولة ثالثة بنفس الطائرة أو أول طائرة متصلة خلال 24 ساعة أو بنفس الطائرة إذا كانوا من مواطني الدول التالية: ألبانيا، أرمينيا، أذربيجان، بيلاروسيا، بلغاريا، جمهورية الصين الشعبية، التشيك، جورجيا، المجر، كازاخستان، كوريا الشمالية، قرغيزستان، مولدوفا، منغوليا، الجبل الأسود، بولندا، رومانيا، روسيا، صربيا، سلوفاكيا، طاجيكستان، تركمانستان، أوكرانيا، أوزبكستان وفيتنام. وغير مسموح به لمواطني لبنان.

## قيود الدخول
| - لبنان | يُطلب من مواطني لبنان الحصول على "تصريح دخول إلى الغابون" (Autorisation d'entree au Gabon) بالإضافة إلى التأشيرة من أجل دخول الغابون. |